# Jeleniowaty
Jeleniowaty – niewysoki grzbiet w Bieszczadach Zachodnich, położony pomiędzy doliną Sanu na północy a pasmem Bukowego Berda na południu. Otaczają go doliny: Sanu od północy, Roztok od wschodu oraz Mucznego od południa i zachodu; na wschodzie poprzez przełęcz (769 m n.p.m.) łączy się z jednym z grzbietów opadających z Bukowego Berda. Na południe od Jeleniowatego usytuowana jest miejscowość Muczne, a na wschód – Tarnawa Niżna. Pasmo przebiega z północnego zachodu na południowy wschód, kulminując w pięciu wierzchołkach o wysokościach: 858, 896, 907, 869, a także 845 m n.p.m. Większa część objęta jest ochroną w ramach Parku Krajobrazowego Doliny Sanu, natomiast w dolinie Sanu znajduje się enklawa Bieszczadzkiego Parku Narodowego.
Przez masyw Jeleniowatego nie prowadzą znakowane piesze szlaki turystyczne. W 2020 na najwyższej kulminacji Jeleniowatego otwarto 34-metrową wieżę widokową.